# Ульфан
Ульфан, Улфа, Ульфан — возможно, жена правителя Элимаиды Орода III, правившего во II веке.
Бюст Ульфан в диадеме и ожерелье и её имя, написанное на арамейском языке, размещены на монетах правителя Элимаиды Орода III, властвовавшего во II веке. По замечанию Д. Селлвуда в «Кембриджской истории Ирана», хотя имя Ульфан и нехарактерно для Ирана, но она могла быть женой Орода III. Аналогичное предположение высказал и один из авторов Ираники Дж. Ф. Хэнсман. Как отмечала Х. Кох, ситуация с Ульфан является редким случаем, когда царица не только изображена на элимейских монетах, но и там указано её имя.